# Cinnamodendron cubense
Cinnamodendron cubense är en tvåhjärtbladig växtart som beskrevs av Ignatz Urban. Cinnamodendron cubense ingår i släktet Cinnamodendron och familjen Canellaceae. Inga underarter finns listade.